# Діалекти англійської мови
Британські лінгвісти розрізняють діалекти починаючи від акцентів, де різниться лише вимова. Хоч і будь-який освічений знавець англійської мови може послуговуватися стандартною  англійською, він також може вживати і деякі особливості своєї говірки, діалекту англійської місцевості, з якої він походить.

## Міжнародна класифікація
- Міжнародна або стандартна англійська мова
- Північноамериканська англійська
- Середньоатлантична англійська
- Індійська англійська
- Східноазійська англійська

## Європа
- Європейська англійська
- Британська англійська (BrE, BrEng)
  - Англійська англійська (EnEn, EngEng)
    - Північ:
      - Чеширський діалект
      - Кумбрійський діалект
      - Гамберсайдський діалект
      - Ланкаширський діалект
      - Північно-східні діалекти
        - Джордійський діалект
        - Макемський діалект
        - Пітматик

      - Йоркширський діалект

    - Скавс
    - Центральноанглійські діалекти
      - Східний
      - Західний
        - говірка Чорного Краю
          - Бруммі

        - Поттерійська  говірка

    - Південноанглійські діалекти
      - Загальноприйнята вимова (BBC English)
      - Східноанглійський діалект
      - Естуарійський діалект
      - Кокні
      - Багатокультурна лондонська англійська

    - Західноанглійські діалекти

  - Шотландія
    - Шотландська рівнинна мова (Скотс)
    - Скотіш

  - Уельс
    - Валлійська англійська
      - Південно-східна англійська (Манчестерський діалект)
      - Пемброкширський діалект
- Ірландія
  - Іберо-англійська
  - Йола
  - Середньоольстерський діалект
- Острів Мен
  - Менська англійська
- Нормандські острови
  - діалекти Гернсі
  - діалекти Джерсі
- Мальта
  - Мальтійська англійська

## Північна Америка
- Американська англійська (AmE, AmEng, USEng)
  - Культуральні діалекти
    - Стандартна американська (General American)
    - Афро-американська просторічна англійська (Ебоніка)
    - Аппалачийська англійська
    - Чікано
    - Пенсильванська голландізована англійська
    - Їнгліш (зі впливом їдишу)

  - Регіональні діалекти
    - Північно-східні діалекти
      - Бостонська англійська
      - Північносхідна пенсильванська англійська (район Скрентона, Пенсільванія)
      - Діалект долини Гудзона (район Албані, Нью-Йорк)
      - Діалект штатів Мен і Нью Гемпшир
      - Філадельфійська англійська
      - Піттсбургська англійська
      - Діалект Провіденсу
      - Нью-Йоркський діалект
      - Нюйоріканська англійська (Nuyorican English, зі впливом іспанської)
      - Вермонтська англійська
      - Ваварська англійська

    - Средньоатлантичні діалекти 
      - Балтиморський
      - Акцент Смуги Припливів (Tidewater accent)
      - Діалект Підмонту, Вірджинія
      - Діалект Вірджинської Смуги Припливів (Virginia Tidewater)

    - Середьозахідні діалекти
      - Внутрішня північноамериканська (Низ півострова Мічиган, північне Огайо й Індіана, Чикаго, частина східного Вісконсину і північ Нью-Йорку)
      - Північноцентральна американська (Міннесота, Північна Дакота, частина Південної Дакоти, Вісконсин, Мічиган і Айова)
        - Юпер (верх півострова Мічиган і сусідні райони)

      - Діалект центральних районів США (стрічка від Небраски до Огайо)
      - Діалект Сент-Луїсу

    - Південна американська англійська
      - Аппалачийська англійська
      - Прибережна Південносхідна англійська (Чарлстон, Північна Кароліна, Саванна, Джорджія)
      - Каджунська англійська
      - Діалект острова Гаркерс, Північна Кароліна
      - Південно озаркська англійська
      - Діалект південного нагір'я
      - Південно-центральна англійська (стрічка від Оклахоми до Пенсильванії)
      - Тампська англійська
      - Техаська англійська
      - Йат (Новий Орлеан)

    - Західна американська англійська
      - Каліфорнійська англійська
      - Бунтлінг (Бунвілль, Північна Каліфорнія, зі впливом шотландської і ірландської)
      - Гавайська англійська
      - Діалект Юти
      - Тихоокеанська північно-західна англійська
- Канадська англійська (CanE, CanEng)
  - Квебек
    - Квебекська англійська

  - Мерітаймз (Нью-Брансвік, Нова Шотландія, Острів Принца Едварда)
    - Мерітаймська англійська
    - Кейп-Бретонський акцент
    - Лунебергська англійська

  - Центральна й Західна канадська англійська 
    - Діалект Торонто
    - Діалект Північного Онтаріо
    - Діалект Східного Онтаріо 
      - Говірка долини Оттава

  - Ньюфаундлендська англійська
- Бермудська англійська
- Діалекти корінних американців (америндійська англійська)